# 宣威县
宣威县，中国旧县名。1913年置县，1994年撤销设宣威市。
1913年，改宣威州为宣威县，隶属云南省第二行政督察区。1949年以后隶属曲靖专区（曲靖地区/曲靖市）。1954年6月30日，改宣威县为“榕峰县”。1959年11月30日，恢复宣威县名。1966年，宣威县及贵州省的盘县划出十个公社置盘县特区（今贵州省六盘水市盘县）。1994年2月18日，撤销宣威县，改设宣威市（县级市）。